# Юбилейная медаль «50 лет Победы в Великой Отечественной войне 1941—1945 гг.»
Юбиле́йная меда́ль «50 лет Побе́ды в Вели́кой Оте́чественной войне́ 1941—1945 гг.» — государственная награда России, Украины, Казахстана и Белоруссии, учреждённая Законом Российской Федерации от 7 июля 1993 года в ознаменование 50-летней годовщины Победы в Великой Отечественной войне 1941—1945 годов, а также признанная юбилейной медалью Республики Казахстан на основании Постановления Верховного Совета Республики Казахстан от 26 октября 1993 года № 2485-XII и юбилейной медалью Республики Беларусь на основании Указа Президента Республики Беларусь № 102 от 14 марта 1995 года.
Медаль отсутствует в действующей наградной системе Российской Федерации с 7 сентября 2010 года — после вступления в силу Указа президента Российской Федерации от 7 сентября 2010 года № 1099 «О мерах по совершенствованию государственной наградной системы Российской Федерации».

## Положение о медали
Медалью награждаются:
- военнослужащие и лица вольнонаёмного состава, принимавшие в рядах Вооружённых сил СССР участие в боевых действиях на фронтах Великой Отечественной войны, партизаны и члены подпольных организаций, действовавших в период Великой Отечественной войны на временно оккупированных территориях СССР, военнослужащие и лица вольнонаёмного состава, служившие в период Великой Отечественной войны в Вооружённых силах СССР, лица, награждённые медалями «За Победу над Германией в Великой Отечественной войне 1941—1945 гг.», «За Победу над Японией», а также лица, имеющие удостоверение к медали «За Победу над Германией в Великой Отечественной войне 1941—1945 гг.» либо удостоверение участника войны;
- труженики тыла, награждённые за самоотверженный труд в годы Великой Отечественной войны орденами СССР, медалями «За доблестный труд в Великой Отечественной войне 1941—1945 гг.», «За трудовую доблесть», «За трудовое отличие», «За оборону Ленинграда», «За оборону Москвы», «За оборону Одессы», «За оборону Севастополя», «За оборону Сталинграда», «За оборону Киева», «За оборону Кавказа», «За оборону Советского Заполярья», а также лица, имеющие знак «Жителю блокадного Ленинграда» либо удостоверение к медали «За доблестный труд в Великой Отечественной войне 1941—1945 гг.»;
- лица, проработавшие в период с 22 июня 1941 года по 9 мая 1945 года не менее шести месяцев, исключая период работы на временно оккупированных неприятелем территориях;
- бывшие несовершеннолетние узники концлагерей, гетто и других мест принудительного содержания, созданных фашистами и их союзниками в период второй мировой войны.
- юбилейная медаль "50 лет Победы в Великой Отечественной войне 1941 - 1945 гг." носится на левой стороне груди и располагается после юбилейной медали "Сорок лет Победы в Великой Отечественной войне 1941 - 1945 гг."[4].

## Описание медали
Юбилейная медаль «50 лет Победы в Великой Отечественной войне 1941—1945 гг.» круглая, диаметр 32 мм, изготавливается из томпака. На лицевой стороне медали изображения Кремлёвской стены со Спасской башней, собора Покрова на Рву и праздничного салюта. Внизу медали изображение ордена Отечественной войны и цифры «1945-1995», по окружности лавровые ветви. На обратной стороне медали в центре надпись «50 лет Победы в Великой Отечественной войне 1941—1945 гг.». Внизу по окружности лавровый полувенок. Края медали окаймлены бортиком. Все надписи и изображения на медали выпуклые.
Медаль при помощи ушка и кольца соединена с пятиугольной колодкой, обтянутой красной шёлковой муаровой лентой шириной 24 мм. С левого края ленты пять полос: три чёрные и две оранжевые. Ширина полос 2 мм. Крайние чёрные полосы окаймлены оранжевыми полосами шириной 1 мм.

## Фотографии

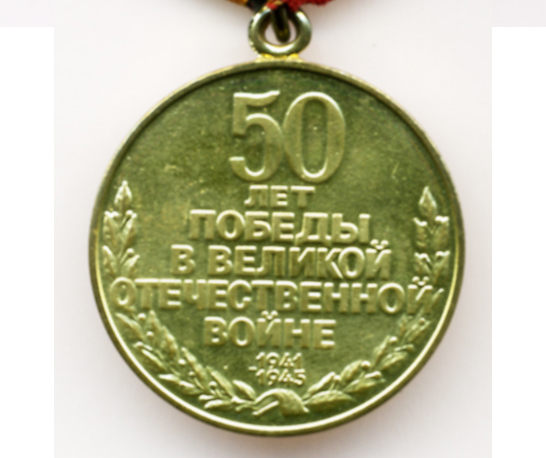
Реверс медали
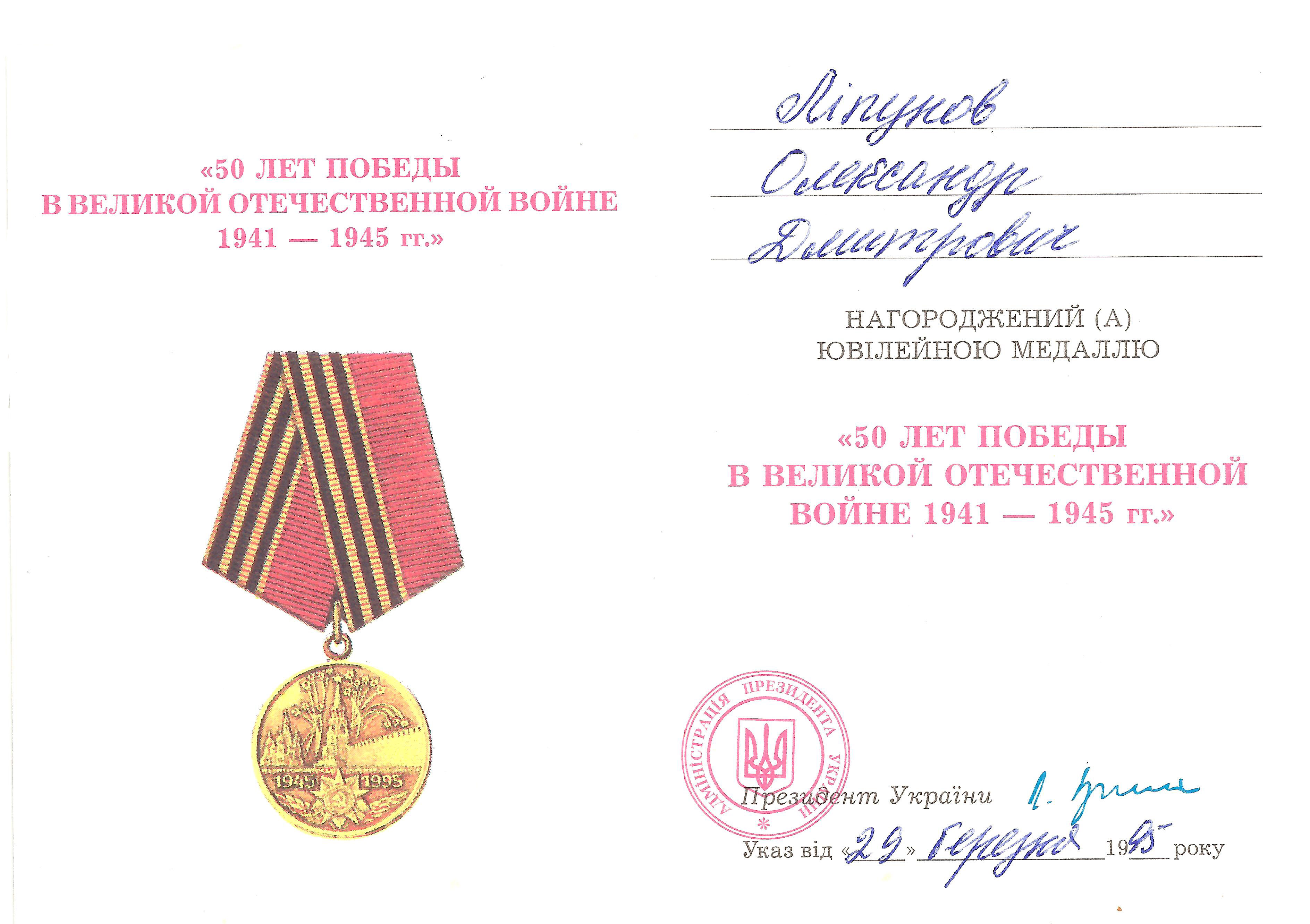
Удостоверение к медали "50 лет победы в Великой Отечественной войне 1941-1945 гг.", выдававшегося на Украине

## См.также
- Награды Украины